# 埃爾蓬特 (聖克魯斯省)
埃爾蓬特是玻利維亞的城鎮，位於該國中東部，由聖克魯斯省負責管轄，距離首府聖克魯斯253公里，海拔高度299米，每年平均降雨量1,000毫米，2012年人口3,256。
16°16′36″S 62°56′33″W / 16.2767°S 62.9425°W